# جداول دورية بديلة

جدول دوري بديل حسب ثيودور بينفي Theodor Benfey

الجداول الدورية البديلة هي مجموعة من النماذج المقترحة على شكل جداول لترتيب العناصر الكيميائية وذلك بشكل يختلف عن ترتيبها في الشكل الشائع من الجدول الدوري للعناصر.
كان الهدف الأساسي لإنشاء بعض هذه الجداول تعليمي بحت، على الرغم من أن معظمها قد لا يدل على العلاقة بين العناصر كما هو الحال في الجدول الدوري القياسي. بالمقابل، تصمم هذه الجداول لإبراز العلاقة بين الخصائص الكيميائية والفيزيائية للعناصر والتي قد لا تظهر في الجدول القياسي.

## أمثلة

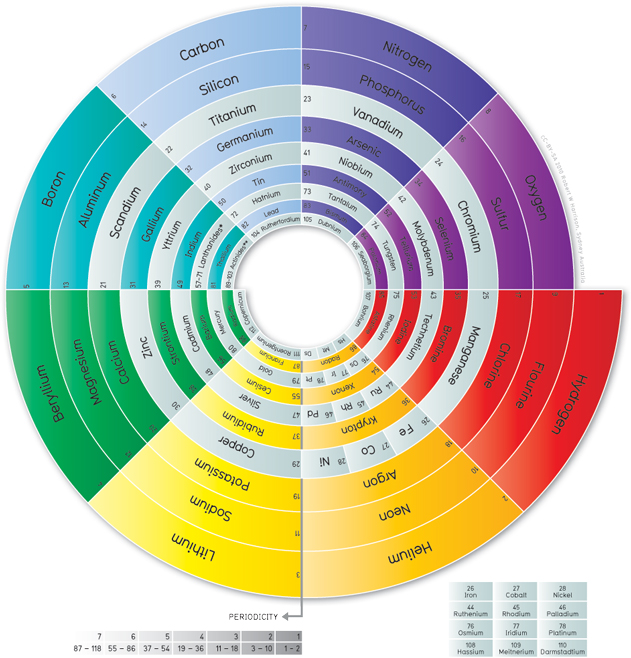
جدول دوري حلزوني (Robert W Harrison)
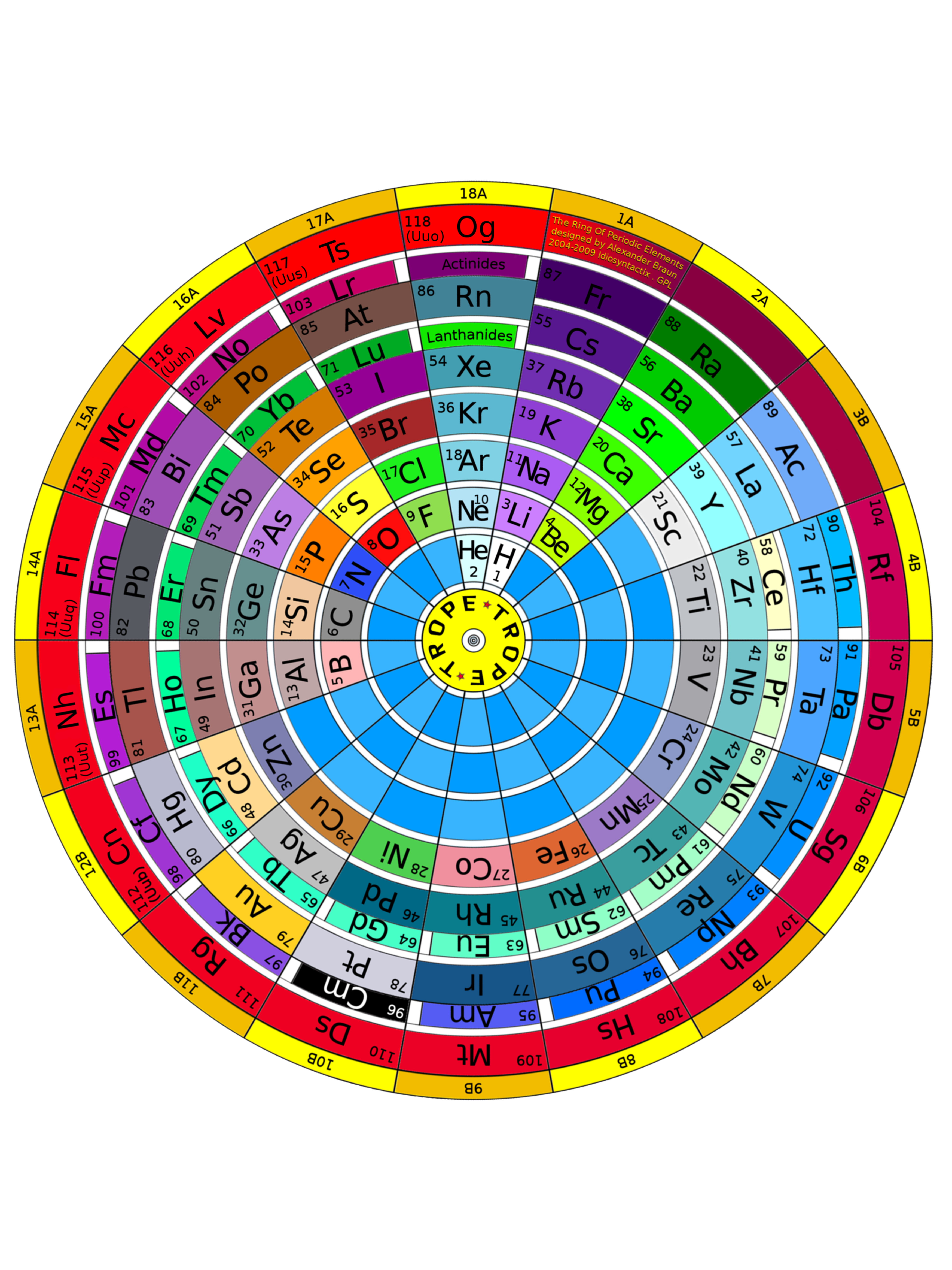
حلقة العناصر الدورية The Ring Of Periodic Elements (TROPE)
جدول دوري دائري
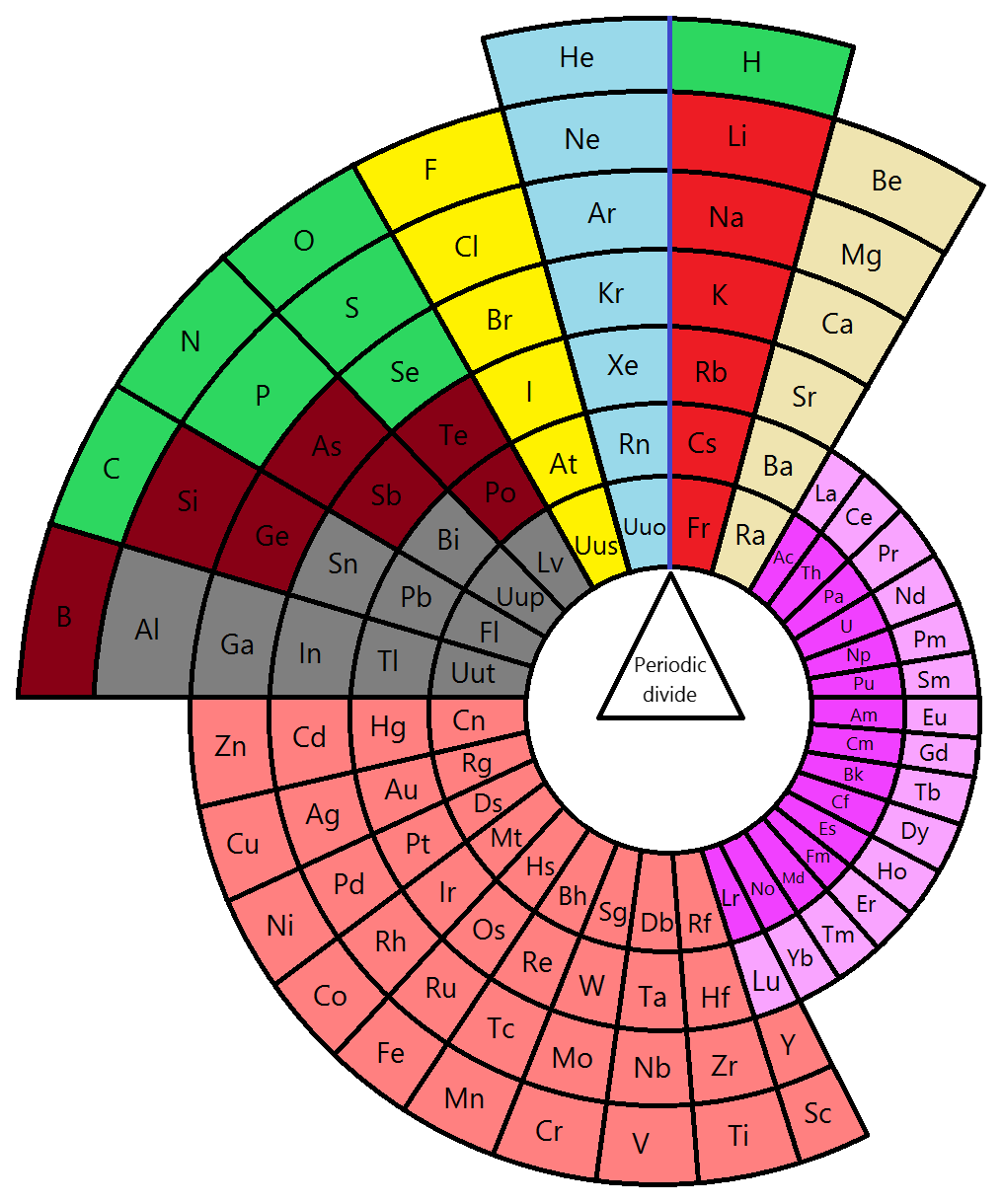
جدول دوري دائري بديل
جدول دوري حلزوني (Jan Scholten)
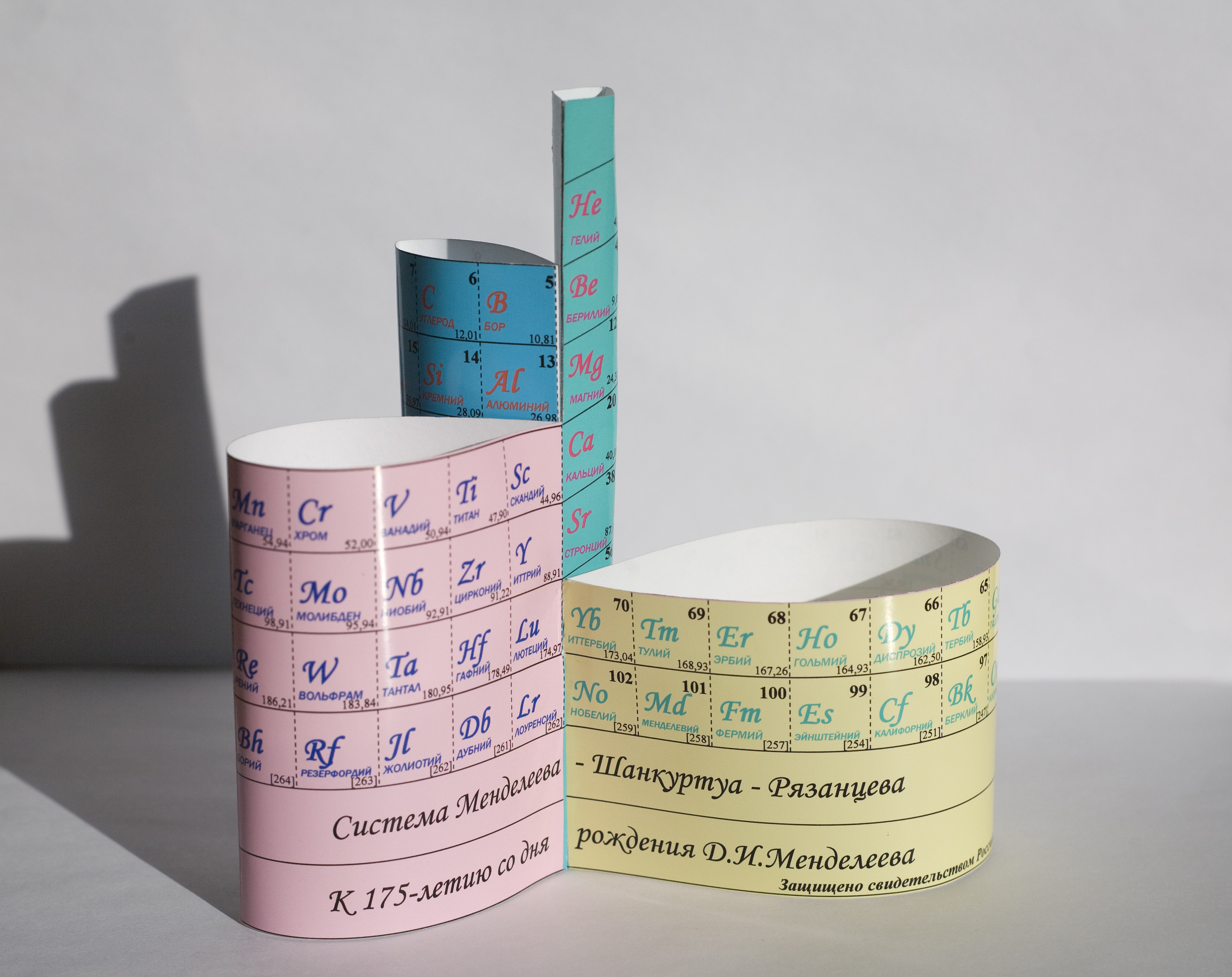
زهرة مندلييف Mendeleev's Flower (زهرة الجدول الدوري)